# Badminton-Seniorenweltmeisterschaft 2023
Die Badminton-Seniorenweltmeisterschaft 2023 fand vom 11. bis zum 17. September 2023 in Jeonju statt.

## Sieger und Platzierte
| Disziplin    | Gold                                         | Silber                                       | Bronze                                        |
| O35          | O35                                          | O35                                          | O35                                           |
| ------------ | -------------------------------------------- | -------------------------------------------- | --------------------------------------------- |
| Herreneinzel | Makoto Aoyama                                | Joe Wu                                       | Tawan Huansuriya                              |
| Herreneinzel | Makoto Aoyama                                | Joe Wu                                       | Derrick Ng                                    |
| Dameneinzel  | Mana Yatabe                                  | Benjaporn Thienrajkij                        | Azusa Soga                                    |
| Dameneinzel  | Mana Yatabe                                  | Benjaporn Thienrajkij                        | Nadeesha Gayanthi                             |
| Herrendoppel | Alvent Yulianto Fran Kurniawan               | Yuki Homma Masakazu Mouri                    | Santiphap Kaweenanthawong Rungsan Thipsotikul |
| Herrendoppel | Alvent Yulianto Fran Kurniawan               | Yuki Homma Masakazu Mouri                    | Takahito Honbu Futoshi Ide                    |
| Damendoppel  | Molthila Kijanon Vacharaporn Munkit          | Kanako Jigami Yuki Taruno                    | Wasamon Chokuthaikul Suttapa Ekworrathien     |
| Damendoppel  | Molthila Kijanon Vacharaporn Munkit          | Kanako Jigami Yuki Taruno                    | Sakie Sakai Azusa Soga                        |
| Mixed        | Nawut Thanathiratham Vacharaporn Munkit      | Derrick Ng Pai Hsiao-ma                      | Chanyut Suntiparaphop Benjaporn Thienrajkij   |
| Mixed        | Nawut Thanathiratham Vacharaporn Munkit      | Derrick Ng Pai Hsiao-ma                      | Mohamed Rehan Raju Anees Kowsar Jamaludeen    |
| O40          |                                              |                                              |                                               |
| Herreneinzel | Yang Chia-hao                                | Daichi Hanamoto                              | Kazutaka Ninomiya                             |
| Herreneinzel | Yang Chia-hao                                | Daichi Hanamoto                              | Wang Li-wei                                   |
| Dameneinzel  | Gry Uhrenholt Hermansen                      | Kamonwan Winyoowijak                         | Cheng Wen-hsing                               |
| Dameneinzel  | Gry Uhrenholt Hermansen                      | Kamonwan Winyoowijak                         | Sayaka Ueyama                                 |
| Herrendoppel | Boonsak Ponsana Jakrapan Thanathiratham      | Feng Hung-yun Yang Chia-hao                  | Robert Ciobotaru Daniel Cojocaru              |
| Herrendoppel | Boonsak Ponsana Jakrapan Thanathiratham      | Feng Hung-yun Yang Chia-hao                  | J. B. S. Vidyadhar Sanave Thomas              |
| Damendoppel  | Drífa Harðardóttir Gry Uhrenholt Hermansen   | Tiina Kähler Jessica Willems                 | Cheng Wen-hsing Katy Li                       |
| Damendoppel  | Drífa Harðardóttir Gry Uhrenholt Hermansen   | Tiina Kähler Jessica Willems                 | Nupura Gadgil Pooja Patil                     |
| Mixed        | Jakrapan Thanathiratham Kamonwan Winyoowijak | Naruenart Chuaymak Thanyalak Dechprarom      | Jim Ronny Andersen Helene Abusdal             |
| Mixed        | Jakrapan Thanathiratham Kamonwan Winyoowijak | Naruenart Chuaymak Thanyalak Dechprarom      | Sunil Gladson Varadaraj Pooja Patil           |
| O45          |                                              |                                              |                                               |
| Herreneinzel | Josemari Fujimoto                            | C. M. Shashidhar                             | Naruenart Chuaymak                            |
| Herreneinzel | Josemari Fujimoto                            | C. M. Shashidhar                             | Conrad Hückstädt                              |
| Dameneinzel  | Georgy Trouerbach                            | Chandrika de Silva                           | Mayumi Fukasawa                               |
| Dameneinzel  | Georgy Trouerbach                            | Chandrika de Silva                           | Rebecca Pantaney                              |
| Herrendoppel | Tony Gunawan Tri Kusharyanto                 | Naruenart Chuaymak Thaweesak Koetsriphan     | Visava Pimsamarn Nuttawut Sroidokson          |
| Herrendoppel | Tony Gunawan Tri Kusharyanto                 | Naruenart Chuaymak Thaweesak Koetsriphan     | Jim Ronny Andersen Jesper Thomsen             |
| Damendoppel  | Chandrika de Silva Claudia Vogelgsang        | Maki Jin Mikiko Shimada                      | Georgy Trouerbach Mariëlle van der Woerdt     |
| Damendoppel  | Chandrika de Silva Claudia Vogelgsang        | Maki Jin Mikiko Shimada                      | Kao Shin-li Shyu Yuh-ling                     |
| Mixed        | Jesper Thomsen Drífa Harðardóttir            | Josemari Fujimoto Tomoko Hinoishi            | Feng Hung-yun Kao Shin-li                     |
| Mixed        | Jesper Thomsen Drífa Harðardóttir            | Josemari Fujimoto Tomoko Hinoishi            | Björn Wippich Jessica Willems                 |
| O50          |                                              |                                              |                                               |
| Herreneinzel | Marleve Mainaky                              | Carl Jennings                                | Simon Gilhooly                                |
| Herreneinzel | Marleve Mainaky                              | Carl Jennings                                | Carsten Loesch                                |
| Dameneinzel  | Janne Vang Nielsen                           | Kazumi Kimura                                | Reiko Nakamura                                |
| Dameneinzel  | Janne Vang Nielsen                           | Kazumi Kimura                                | Mariëlle van der Woerdt                       |
| Herrendoppel | Heryanto Arbi Marleve Mainaky                | Chatchai Boonmee Wittaya Panomchai           | Carl Jennings Mark King                       |
| Herrendoppel | Heryanto Arbi Marleve Mainaky                | Chatchai Boonmee Wittaya Panomchai           | Kei Hamaji Shinichi Wakui                     |
| Damendoppel  | Sayuri Imai Junko Numata                     | Yaeko Kinoshita Minako Sakazaki              | Reiko Nakamura Makiko Tsujita                 |
| Damendoppel  | Sayuri Imai Junko Numata                     | Yaeko Kinoshita Minako Sakazaki              | Naoko Onuma Yoko Takashina                    |
| Mixed        | Carsten Loesch Julie Bradbury                | Carl Jennings Caroline Hale                  | Morten Aarup Lene Struwe Andersen             |
| Mixed        | Carsten Loesch Julie Bradbury                | Carl Jennings Caroline Hale                  | Huang Chuan-chen Shyu Yuh-ling                |
| O55          |                                              |                                              |                                               |
| Herreneinzel | Rajeev Sharma                                | Liu En-hung                                  | Stefan Grahn                                  |
| Herreneinzel | Rajeev Sharma                                | Liu En-hung                                  | Joko Suprianto                                |
| Dameneinzel  | Chan Oi Ni                                   | Kumiko Kushiyama                             | Sangeeta Rajgopalan                           |
| Dameneinzel  | Chan Oi Ni                                   | Kumiko Kushiyama                             | Feng Mei-ying                                 |
| Herrendoppel | Jon Austin Rajeev Bagga                      | Liu En-hung Tu Tung-sheng                    | Karoon Kasayapanan Surachai Makkasasithorn    |
| Herrendoppel | Jon Austin Rajeev Bagga                      | Liu En-hung Tu Tung-sheng                    | Henrik Lykke Alan McMillan                    |
| Damendoppel  | Chung Gil-soon Chung So-young                | Tanja Eberl Elke Nijsse-Drews                | Julie Bradbury Debora Miller                  |
| Damendoppel  | Chung Gil-soon Chung So-young                | Tanja Eberl Elke Nijsse-Drews                | Betty Blair Aileen Travers                    |
| Mixed        | Jan-Eric Antonsson Hanne Bertelsen           | Chou Tsai-shen Wang Ching-hui                | Jon Austin Debora Miller                      |
| Mixed        | Jan-Eric Antonsson Hanne Bertelsen           | Chou Tsai-shen Wang Ching-hui                | Rajeev Bagga Elizabeth Austin                 |
| O60          |                                              |                                              |                                               |
| Herreneinzel | Jan-Eric Antonsson                           | Chang Wen-sung                               | Jan Bertram Petersen                          |
| Herreneinzel | Jan-Eric Antonsson                           | Chang Wen-sung                               | Wang Shun-chen                                |
| Dameneinzel  | Jeannette van der Werff                      | Zhou Xin                                     | Sian Williams                                 |
| Dameneinzel  | Jeannette van der Werff                      | Zhou Xin                                     | Manjusha Sahasrabudhe                         |
| Herrendoppel | Jan-Eric Antonsson Jan Bertram Petersen      | Uun Santosa Simbarsono Sutanto               | Bobby Ertanto Effendy Widjaja                 |
| Herrendoppel | Jan-Eric Antonsson Jan Bertram Petersen      | Uun Santosa Simbarsono Sutanto               | Per Areskär Per Juul                          |
| Damendoppel  | Pamela Peard Sian Williams                   | Launa Eyles Kerry Mullen                     | Juthatip Banjongsilp Kanitta Mansamuth        |
| Damendoppel  | Pamela Peard Sian Williams                   | Launa Eyles Kerry Mullen                     | Hiromi Imazu Kayoko Ueda                      |
| Mixed        | Xiong Guobao Zhou Xin                        | Jan Bertram Petersen Jeannette van der Werff | Wang Shun-chen Shyu Shuang-yuan               |
| Mixed        | Xiong Guobao Zhou Xin                        | Jan Bertram Petersen Jeannette van der Werff | Gene Austin Joyner Launa Eyles                |
| O65          |                                              |                                              |                                               |
| Herreneinzel | Foo Kon Fai                                  | Oetomo Maslim                                | Ong Then Lin                                  |
| Herreneinzel | Foo Kon Fai                                  | Oetomo Maslim                                | Johan Widoff                                  |
| Dameneinzel  | Heidi Bender                                 | Christine Crossley                           | Christine Black                               |
| Dameneinzel  | Heidi Bender                                 | Christine Crossley                           | Kuniko Yamamoto                               |
| Herrendoppel | Ong Then Lin Victor Sim                      | Yang Cheng-tsung Yang Chung-shun             | Tariq Farooq Karsten Meier                    |
| Herrendoppel | Ong Then Lin Victor Sim                      | Yang Cheng-tsung Yang Chung-shun             | Cheddi Liljeström Björn Wigardt               |
| Damendoppel  | Yukiko Motegi Kuniko Yamamoto                | Anne C. Bridge Christine Crossley            | Chen Huanqin Yu Xiaomin                       |
| Damendoppel  | Yukiko Motegi Kuniko Yamamoto                | Anne C. Bridge Christine Crossley            | Heidi Bender Marie-Luise Schulta-Jansen       |
| Mixed        | Lee Eun-gu Yu Yeon                           | Dan Travers Christine Black                  | Ong Then Lin Yu Xiaomin                       |
| Mixed        | Lee Eun-gu Yu Yeon                           | Dan Travers Christine Black                  | Foo Kon Fai Bessie Ong                        |
| O70          |                                              |                                              |                                               |
| Herreneinzel | Bruni Garip                                  | Nobuyuki Aoyama                              | Stefan Ohrås                                  |
| Herreneinzel | Bruni Garip                                  | Nobuyuki Aoyama                              | Seiji Yamamoto                                |
| Dameneinzel  | Betty Bartlett                               | Jessie Philip                                | Susy V. John                                  |
| Dameneinzel  | Betty Bartlett                               | Jessie Philip                                | Siew Har Hong                                 |
| Herrendoppel | Nobuyuki Aoyama Seiji Yamamoto               | Peter Emptage Graham Holt                    | Johan Croukamp Carl-Johan Nybergh             |
| Herrendoppel | Nobuyuki Aoyama Seiji Yamamoto               | Peter Emptage Graham Holt                    | Curt Ingedahl Stefan Ohrås                    |
| Damendoppel  | Haruko Asakoshi Kinuko Manake                | Cathy Alexander Sylvia Gill                  | Anna Bowskill Sylvia Penn                     |
| Damendoppel  | Haruko Asakoshi Kinuko Manake                | Cathy Alexander Sylvia Gill                  | Jeong Jung-hee Park Bok-hee                   |
| Mixed        | Peter Emptage Betty Bartlett                 | Graham Michael Robinson Cathy Alexander      | Nobuyuki Aoyama Junko Amo                     |
| Mixed        | Peter Emptage Betty Bartlett                 | Graham Michael Robinson Cathy Alexander      | Hirohisa Toshijima Haruko Asakoshi            |
| O75          |                                              |                                              |                                               |
| Herreneinzel | Carl-Johan Nybergh                           | Jim Garrett                                  | Agus Husin                                    |
| Herreneinzel | Carl-Johan Nybergh                           | Jim Garrett                                  | Per Dabelsteen                                |
| Dameneinzel  | Mary Jenner                                  | Elvira Richter                               | Gowramma Veeralinga                           |
| Dameneinzel  | Mary Jenner                                  | Elvira Richter                               | Irene Sterlie                                 |
| Herrendoppel | Michael John Cox Jim Garrett                 | Masaki Furuhashi Hiroshi Yoshida             | Pramot Khaosamang Apirat Siwapornpitak        |
| Herrendoppel | Michael John Cox Jim Garrett                 | Masaki Furuhashi Hiroshi Yoshida             | Per Dabelsteen Pirachitra Surakkhaka          |
| Damendoppel  | Linda Coombes Jan Hewett                     | Elvira Richter Irene Sterlie                 | Hiromi Ayama Setsuko Yano                     |
| Mixed        | Jim Garrett Mary Jenner                      | Ian Brothers Jan Hewett                      | Per Dabelsteen Irene Sterlie                  |
| Mixed        | Jim Garrett Mary Jenner                      | Ian Brothers Jan Hewett                      | Kenneth Tantum Sue Awcock                     |